# Sevettijärvi (sjö i Finland)
Sevettijärvi är en sjö i Finland. Den ligger i kommunen Enare i landskapet Lappland, i den norra delen av landet, 1 100 km norr om huvudstaden Helsingfors. Sevettijärvi ligger 95,6 meter över havet. Den är 43,49 meter djup. Arean är 17,9 kvadratkilometer och strandlinjen är 84,5 kilometer lång. Sjön  ingår i Neidenälvens huvudavrinningsområde.  Väster om sjön ligger orten Sevettijärvi.